# Unión a proteína plasmática

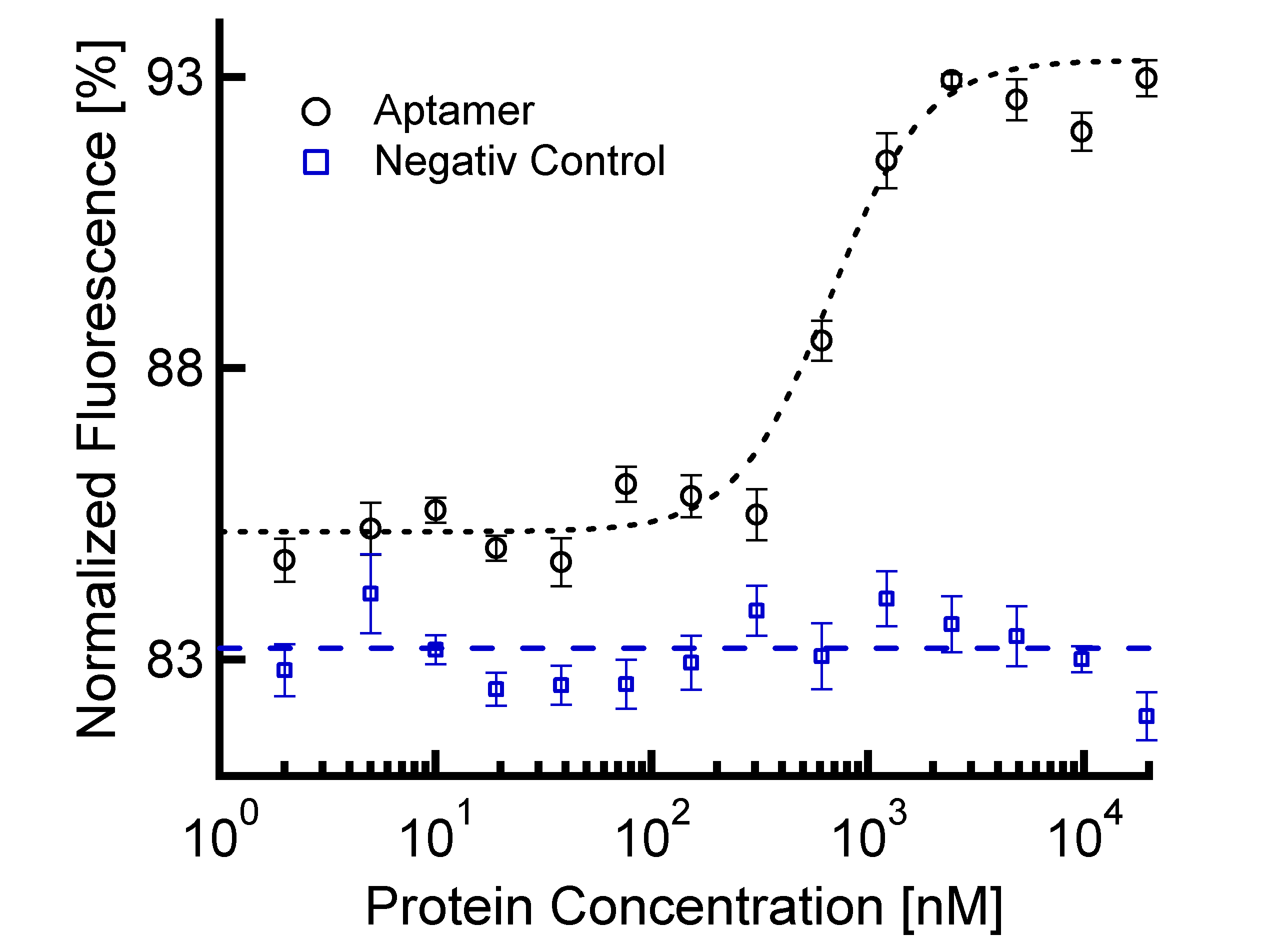
Curva de unión aptámero proteína.

La eficacia de un fármaco puede ser afectada por el grado de unión a las proteínas dentro del plasma sanguíneo. La mínima parte unida de un fármaco puede atravesar de manera eficiente las membranas celulares o difundirse. Las proteínas comunes a las cuales se une un fármaco son la albúmina sérica humana, las lipoproteínas, glicoproteínas α, ß‚ y a las γ globulinas.
Un fármaco en la sangre existe en dos formas: ligado o libre. Dependiendo de la afinidad específica del fármaco con el plasma, una proporción del mismo puede unirse a las proteínas del plasma y el resto quedar libre, si la interacción molecular proteínica es reversible, entonces existirá un equilibrio químico entre los estados libre y ligado, tal:
Proteína + fármaco ⇌ Complejo Fármaco-Proteína
Notablemente, es la fracción libre la que exhibe los efectos farmacológicos. Es también la proporción libre la que puede ser metabolizada o excretada. Por ejemplo la fracción límite del anticoagulante warfarina es un 97%. Esto significa que la cantidad de warfarina en la sangre un 97% está unida a las proteínas del plasma. El remanente 3% es la cantidad activa y que puede ser excretada.
La unión proteínica puede influir en la vida media de eliminación en el cuerpo. La proporción ligada puede actuar como un depósito o reserva del fármaco que es liberado lentamente como proporción libre. Mientras que la parte libre es metabolizada o excretada del cuerpo, la proporción ligada será liberada a fin de mantener el equilibrio.
Dado que la albúmina es ligeramente básica, los fármacos ácidos o neutrales se unirán primariamente a ella. Si la albúmina se satura , entonces los fármacos se unirán a las lipoproteínas. Los fármacos de perfil básico se unirán a la ácida alfa-1 glicoproteína ácida. Esto es relevante ya que diversas condiciones médicas pueden afectar los niveles de albúmina, alfa-1 glicoproteína ácida y lipoproteínas.

## Variables que afectan la unión a proteínas plasmáticas
A partir de que es la fracción no ligada (libre) la que exhibe los efectos farmacológicos, es importante saber qué puede afectar a la fracción libre.
La fracción no ligada puede ser alterada por un número de variables tales como: la concentración de fármaco en el cuerpo, la cantidad y calidad de proteína plasmática, y otros fármacos que pueden estar unidos a las proteínas del plasma. Una alta concentración de fármaco conduciría a tener una alta proporción de fracción libre, dado que las proteínas del plasma se encontrarían saturadas con fármaco y cualquier exceso de él quedaría libre. Si la cantidad de proteína plasmática decrece (caso de una catabolismo, desnutrición, Padecimiento Hepático, o Enfermedad renal), ello también provocaría la formación de una fracción libre. Adicionalmente, la calidad de la proteína plasmática puede afectar en cuantos sitios se puede dar la unión en la proteína.

## Interacción entre fármacos
Usar dos fármacos al mismo tiempo puede afectar las fracciones libres respectivas de manera recíproca. Por ejemplo, asumimos que el fármaco A y B ambos son unibles a las proteínas. Si el A se administra, se unirá a las proteínas plasmáticas de la sangre. Si se administra el fármaco B, puede desplazar al A de las proteínas, incrementando la fracción libre de A, ello incrementa los efectos de A ya que solamente una fracción libre puede exhibir actividad. Ver ejemplo de abajo: 
|           | Antes de desplazo | Después de desplazo | % incremento de fracción libre |
| --------- | ----------------- | ------------------- | ------------------------------ |
| Fármaco A |                   |                     |                                |
| % unido   | 95                | 90                  |                                |
| % libre   | 5                 | 10                  | +100                           |
| Fármaco B |                   |                     |                                |
| % unido   | 50                | 45                  |                                |
| % libre   | 50                | 55                  | +10                            |

Nótese que para el fármaco A, el % de incremento de la fracción libre es de un 100%, de ahí que el efecto farmacológico se ha duplicado. Este cambio en el efecto podría tener consecuencias adversas.
Este efecto de la unión proteínica es muy significante con fármacos que son altamente unibles a las proteínas (>95%) y tienen un bajo índice terapéutico tales como la warfarina. Un bajo índice terapéutico indica que hay un alto riesgo de toxicidad al usar el fármaco. En vista que la warfarina es un anticoagulante con un bajo índice terapéutico, la warfarina puede causar hemorragia si no se mantiene el grado de efecto farmacológico. Si un paciente que está bajo administración de warfarina e ingiere otro fármaco que pueda desplazar a la warfarina de la unión proteínica ello puede incrementar el riesgo de una hemorragia.

## Software para la predicción de la unión a proteína plasmática
- Quantum Plasma Protein Binding (en inglés)